# ایثامی الوارز
ایثامی الوارز (انگلیسی: Aythami Álvarez؛ زادهٔ ۲۷ اوت ۱۹۸۸) بازیکن فوتبال اهل اسپانیا است.
از باشگاه‌هایی که در آن بازی کرده‌است می‌توان به باشگاه فوتبال اوئسکا و باشگاه فوتبال لاس پالماس اشاره کرد.